# Publius Campanius Italicus
Publius Campanius Italicus war ein im 2. Jahrhundert n. Chr. lebender Angehöriger des römischen Ritterstandes (Eques).
Durch eine Weihinschrift, die beim Kastell Blatobulgium gefunden wurde und die auf 158/161 datiert wird, ist belegt, dass Italicus Präfekt der Cohors II Tungrorum war, die in der Provinz Britannia stationiert war. Die Inschrift wurde durch seinen Freigelassenen Celer errichtet.